# Am Abend aber desselbigen Sabbats
Am Abend aber desselbigen Sabbats (in tedesco, "Alla sera dello stesso Shabbat") BWV 42 è una cantata di Johann Sebastian Bach.

## Storia
La cantata Am Abend aber desselbigen Sabbats venne composta da Bach a Lipsia nel 1725 e fu eseguita per la prima volta l'8 aprile dello stesso anno in occasione della quasimodogeniti, la prima domenica dopo pasqua. La cantata venne nuovamente eseguita il 1º aprile 1731, il 1º aprile 1742 ed il 7 aprile 1743. Il testo è tratto dal vangelo secondo Giovanni, capitolo 20 verso 19, per il secondo movimento, da una poesia di Johann Michael Altenburg o di Jakob Fabricius per il quarto e da Martin Lutero per l'ultimo. L'autore del testi dei restanti movimenti è sconosciuto.
Il tema è tratto dal corale Verleih' uns Frieden gnadiglich, pubblicato da Martin Lutero nel suo Kirchē gesenge, mit vil schönen Psalmen unnd Melodey del 1531 e nel Geistliche Lieder di Joseph Klug del 1535. La melodia venne pubblicata nel Das christlich Kinderlied D. Martini Lutheri nel 1566.
La sinfonia di apertura deriva da una perduta cantata profana intitolata Der Himmel dacht auf Anhalts Ruhm und Glück e catalogata come BWV 66a, composta nel 1718 per celebrare il 24º compleanno del principe Leopoldo di Anhalt-Köthen.

## Struttura
La cantata è composta per soprano solista, contralto solista, basso solista, coro, oboe I e II, fagotto, violino I e II, viola, violoncello piccolo e basso continuo ed è suddivisa in sette movimenti:
1. Sinfonia.
2. Recitativo: Am Abend aber desselbigen Sabbatas, per tenore, fagotto e continuo.
3. Aria: Wo zwei und drei versammlet sind, per contralto, oboi, fagotto, archi e continuo.
4. Duetto: Verzage nicht, o Häuflein klein, per soprano, tenore, fagotto, violoncello e continuo.
5. Recitativo: Man kann hiervon ein schön Exempel sehenper basso, fagotto e continuo.
6. Aria: Jesus ist ein Schild der Seinen, per basso, violino, fagotto e continuo.
7. Corale: Verleih uns Frieden gnädiglich, per tutti.